# Alfie Catalan
Alfie Catalan (* 22. Februar 1982 in San Manuel) ist ein philippinischer Radrennfahrer.
2004 begann Alfie Catalan seine Karriere 2004 bei dem Radsportteam Pagcor Casino Filipino, später fuhr er für Philippine Army/RC Cola. Bei den Südostasienspielen 2005 in seinem Heimatland gewann er die Goldmedaille in der 4000-Meter-Einerverfolgung, 2007 und 2011 konnte er diesen Erfolg wiederholen. 2011 errang er zudem die Bronzemedaille in der Mannschaftsverfolgung, gemeinsam mit John Rene Mier, John Paul Morales und Arnold Marcelo. 2006, bei den Asienspielen 2006 in Doha, belegte Catalan mit seinen Landsmännern zudem den siebten Rang in der Mannschaftsverfolgung auf der Bahn.
Catalan ist ein Angehöriger der philippinischen Armee.

## Erfolge
2005
- Südostasienspiele – Einerverfolgung

2007
- Südostasienspiele – Einerverfolgung

2011
- Südostasienspiele – Einerverfolgung

2012
- drei Etappen Philippinen-Rundfahrt

## Teams
- 2004 Pagcor Casino Filipino